# Владимир Ремек
Владимир Ремек (на чешки: Vladimír Remek) е космонавт на Чехословакия, първият чех в космоса и първият космонавт, който не произхожда от САЩ или СССР.
Лети на борда на „Союз 28“ от 2 до 10 март 1978 г. Бил е член на Европейския парламент (2004 – 2013).
Роден е в Ческе Будейовице. Майка му е чехкиня, а баща му – словак, генерал от авиацията. Завършва Военновъздушното училище в Кошице (1970) и Военновъздушната академия „Ю. А. Гагарин“ в Монино, Московска област (1972), служи като военен пилот.
Присъединява се към програма „Интеркосмос“ през 1976 г. След полета в Космоса е награден с ордена „Герой на Съветския съюз“ на 16 март 1978 г.
След това служи в Чехословашката народна армия, преподава във Военната академия на Генералния щаб на Въоръжените сили на СССР. Достига до звание полковник във Въоръжените сили на Чехия. Директор на Музея на авиацията и астронавтиката в Прага (1990 – 1995). По-късно работи в съвместни руско-чешки предприятия в Нижни Новгород и Москва.
Става търговски представител в посолството в Чехия в Москва (2002 – 2004). Назначен е (ноември 2013) за посланик на Чехия в Русия, встъпва в длъжност на 16 януари 2014 година.
На Владимир Ремек е наречен астероидът 2552 Ремек.